# Automeris abdomipichinchensis
Automeris abdomipichinchensis é uma espécie de mariposa do gênero Automeris, da família Saturniidae.
Sua ocorrência foi registrada no Equador, na província de Pichincha, região do Lloa-Mindo, a 2.350 m de altitude.